# Natação no Campeonato Europeu de Esportes Aquáticos de 2016 - 100 m peito masculino
A prova dos 100 metros peito masculino da natação no Campeonato Europeu de Esportes Aquáticos de 2016 ocorreu nos dias 16 e 17 de maio em Londres, no Reino Unido. 

## Calendário
| Fase          | Data       | Hora  |
| ------------- | ---------- | ----- |
| Eliminatórias | 16 de maio | 11:11 |
| Semifinal     | 16 de maio | 18:44 |
| Final         | 17 de maio | 18:36 |

Todos os horários estão no horário local (UTC+0)

## Recordes
Antes desta competição, os recordes eram os seguintes:
| Recorde mundial       | Adam Peaty | 57.92 | Londres | 17 de abril de 2015  |
| Recorde europeu       | Adam Peaty | 57.92 | Londres | 17 de abril de 2015  |
| Recorde do campeonato | Adam Peaty | 58.68 | Berlim  | 18 de agosto de 2014 |

Os seguintes novos recordes foram estabelecidos durante esta competição. 
| Data       | Prova | Nadadora   | Nacionalidade | Tempo | Recordes              |
| ---------- | ----- | ---------- | ------------- | ----- | --------------------- |
| 17 de maio | Final | Adam Peaty | Reino Unido   | 58.36 | Recorde do campeonato |

## Medalhistas
| Ouro             | Prata              | Bronze                 |
| Adam Peaty (GBR) | Ross Murdoch (GBR) | Giedrius Titenis (LTU) |

## Resultados

### Eliminatórias
Esses foram os resultados das eliminatórias. 
| Pos. | Bateria | Raia | Nadador               | Nacionalidade      | Tempo   | Notas |
| ---- | ------- | ---- | --------------------- | ------------------ | ------- | ----- |
| 1    | 7       | 4    | Adam Peaty            | Reino Unido        | 58.94   | Q     |
| 2    | 5       | 4    | Ross Murdoch          | Reino Unido        | 59.91   | Q     |
| 3    | 6       | 4    | Giedrius Titenis      | Lituânia           | 59.95   | Q     |
| 4    | 6       | 3    | Damir Dugonjič        | Eslovênia          | 1:00.33 | Q     |
| 5    | 7       | 2    | Andrea Toniato        | Itália             | 1:00.41 | Q     |
| 6    | 6       | 5    | Craig Benson          | Reino Unido        | 1:00.63 |       |
| 7    | 5       | 3    | Anton Sveinn McKee    | Islândia           | 1:00.79 | Q     |
| 8    | 5       | 5    | Panagiotis Samilidis  | Grécia             | 1:00.86 | Q     |
| 9    | 6       | 2    | Fabio Scozzoli        | Itália             | 1:01.13 | Q     |
| 10   | 6       | 8    | Peter Stevens         | Eslovênia          | 1:01.27 | Q     |
| 11   | 7       | 3    | Giacomo Perez-Dortona | França             | 1:01.29 | Q     |
| 12   | 6       | 1    | Valeriy Dymo          | Ucrânia            | 1:01.30 | Q     |
| 13   | 7       | 5    | Čaba Silađi           | Sérvia             | 1:01.44 | Q     |
| 14   | 7       | 1    | Matti Mattsson        | Finlândia          | 1:01.49 | Q     |
| 15   | 6       | 0    | Gábor Financsek       | Hungria            | 1:01.51 | Q     |
| 16   | 6       | 6    | Charlie Attwood       | Reino Unido        | 1:01.56 |       |
| 17   | 4       | 4    | Johannes Dietrich     | Áustria            | 1:01.57 | Q     |
| 18   | 7       | 6    | Yannick Käser         | Suíça              | 1:01.59 | Q     |
| 19   | 4       | 0    | Martin Allikvee       | Estónia            | 1:01.60 |       |
| 20   | 5       | 6    | Andrius Šidlauskas    | Lituânia           | 1:01.65 |       |
| 20   | 6       | 7    | Erik Persson          | Suécia             | 1:01.65 |       |
| 22   | 5       | 2    | Nicholas Quinn        | Irlanda            | 1:01.69 |       |
| 23   | 3       | 1    | Luchezar Shumkov      | Bulgária           | 1:01.83 |       |
| 24   | 7       | 0    | Johannes Skagius      | Suécia             | 1:01.84 |       |
| 25   | 5       | 7    | Théo Bussiere         | França             | 1:01.85 |       |
| 26   | 4       | 7    | Dávid Horváth         | Hungria            | 1:02.04 |       |
| 27   | 4       | 2    | Martin Liivamägi      | Estónia            | 1:02.05 |       |
| 28   | 4       | 3    | Demir Atasoy          | Turquia            | 1:02.06 |       |
| 29   | 7       | 7    | Alexander Murphy      | Irlanda            | 1:02.15 |       |
| 30   | 7       | 8    | Dmytro Oseledets      | Ucrânia            | 1:02.22 |       |
| 31   | 2       | 4    | Petr Bartůněk         | Chéquia            | 1:02.23 |       |
| 31   | 5       | 1    | Mikhail Dorinov       | Rússia             | 1:02.23 |       |
| 33   | 4       | 8    | Kristijan Tomić       | Croácia            | 1:02.26 |       |
| 34   | 7       | 9    | Jonas Coreelman       | Bélgica            | 1:02.33 |       |
| 35   | 3       | 0    | Marek Botík           | Eslováquia         | 1:02.57 |       |
| 36   | 3       | 5    | Yaron Shagalov        | Israel             | 1:02.59 |       |
| 37   | 3       | 4    | Iliy Gladishev        | Israel             | 1:02.64 |       |
| 38   | 2       | 7    | Sami Aaltomaa         | Finlândia          | 1:02.65 |       |
| 39   | 6       | 9    | Max Pilger            | Alemanha           | 1:02.66 |       |
| 40   | 5       | 9    | Martti Aljand         | Estónia            | 1:02.67 |       |
| 41   | 5       | 0    | Sverre Næss           | Noruega            | 1:02.71 |       |
| 42   | 3       | 8    | Daniils Bobrovs       | Letônia            | 1:02.86 |       |
| 43   | 2       | 5    | Christopher Rothbauer | Áustria            | 1:02.89 |       |
| 44   | 4       | 6    | Patrik Schwarzenbach  | Suíça              | 1:02.91 |       |
| 45   | 4       | 5    | Eduardo Solaeche      | Espanha            | 1:03.20 |       |
| 46   | 2       | 3    | Jakub Maly            | Áustria            | 1:03.23 |       |
| 47   | 2       | 6    | Gal Nevo              | Israel             | 1:03.30 |       |
| 48   | 1       | 4    | Irakli Bolkvadze      | Geórgia            | 1:03.41 |       |
| 49   | 2       | 2    | Filipp Provorkov      | Estónia            | 1:03.46 |       |
| 49   | 3       | 3    | Nikolajs Maskaļenko   | Letônia            | 1:03.46 |       |
| 51   | 3       | 9    | Itay Goldfaden        | Israel             | 1:03.47 |       |
| 52   | 3       | 6    | Martin Schweizer      | Suíça              | 1:03.49 |       |
| 53   | 2       | 0    | Marko Blaževski       | Macedônia do Norte | 1:03.57 |       |
| 54   | 3       | 2    | Jørgen Bråthen        | Noruega            | 1:03.73 |       |
| 55   | 3       | 7    | Jolann Bovey          | Suíça              | 1:03.75 |       |
| 56   | 2       | 9    | Christoph Meier       | Liechtenstein      | 1:03.80 |       |
| 57   | 2       | 1    | Berkay Şendikici      | Turquia            | 1:03.98 |       |
| 58   | 1       | 5    | Lyubomir Agov         | Bulgária           | 1:04.14 |       |
| 59   | 4       | 1    | Dan Sweeney           | Irlanda            | 1:04.76 |       |
| 60   | 1       | 3    | Markos Kalopsidiotis  | Chipre             | 1:04.79 |       |
| 61   | 1       | 6    | Deni Baholli          | Albânia            | 1:08.28 |       |
| 62   | 5       | 8    | Dimitrios Koulouris   | Grécia             | DSQ     |       |
| 62   | 2       | 8    | Ari-Pekka Liukkonen   | Finlândia          | DNS     |       |
| 62   | 4       | 9    | Alpkan Örnek          | Turquia            | DNS     |       |

### Semifinal
Esses foram os resultados das semifinais. 
Semifinal 1
| Pos. | Raia | Nadador               | Nacionalidade | Tempo   | Notas |
| ---- | ---- | --------------------- | ------------- | ------- | ----- |
| 1    | 4    | Ross Murdoch          | Reino Unido   | 59.67   | Q     |
| 2    | 5    | Damir Dugonjič        | Eslovênia     | 1:00.06 | Q     |
| 3    | 3    | Anton Sveinn McKee    | Islândia      | 1:00.98 | Q     |
| 4    | 8    | Yannick Käser         | Suíça         | 1:01.13 | Q     |
| 5    | 6    | Fabio Scozzoli        | Itália        | 1:01.14 |       |
| 6    | 7    | Čaba Silađi           | Sérvia        | 1:01.27 |       |
| 7    | 1    | Gábor Financsek       | Hungria       | 1:01.46 |       |
| 8    | 2    | Giacomo Perez-Dortona | França        | 1:01.56 |       |

Semifinal 2
| Pos. | Raia | Nadador              | Nacionalidade | Tempo   | Notas |
| ---- | ---- | -------------------- | ------------- | ------- | ----- |
| 1    | 4    | Adam Peaty           | Reino Unido   | 58.74   | Q     |
| 2    | 5    | Giedrius Titenis     | Lituânia      | 59.99   | Q     |
| 3    | 3    | Andrea Toniato       | Itália        | 1:00.48 | Q     |
| 4    | 6    | Panagiotis Samilidis | Grécia        | 1:00.59 | Q     |
| 5    | 1    | Matti Mattsson       | Finlândia     | 1:01.32 |       |
| 6    | 7    | Valeriy Dymo         | Ucrânia       | 1:01.41 |       |
| 7    | 2    | Peter Stevens        | Eslovênia     | 1:01.53 |       |
| 8    | 8    | Johannes Dietrich    | Áustria       | 1:01.65 |       |

### Final
Esse foi o resultado da final. 
| Pos.              | Raia | Nadador              | Nacionalidade | Tempo   | Notas                 |
| ----------------- | ---- | -------------------- | ------------- | ------- | --------------------- |
| Medalha de ouro   | 4    | Adam Peaty           | Reino Unido   | 58.36   | Recorde do campeonato |
| Medalha de prata  | 5    | Ross Murdoch         | Grã-Bretanha  | 59.73   |                       |
| Medalha de bronze | 3    | Giedrius Titenis     | Lituânia      | 1:00.10 |                       |
| 4                 | 2    | Andrea Toniato       | Itália        | 1:00.42 |                       |
| 5                 | 7    | Panagiotis Samilidis | Grécia        | 1:00.66 |                       |
| 6                 | 6    | Damir Dugonjič       | Eslovênia     | 1:00.75 |                       |
| 7                 | 1    | Anton Sveinn McKee   | Islândia      | 1:01.29 |                       |
| 8                 | 8    | Yannick Käser        | Suíça         | 1:01.36 |                       |

Legenda
| Recorde mundial       | Recorde mundial (World record)               |                       | Recorde africano                      | Recorde africano (African) |                                           | Q | Classificado por posição (Qualified) |
| Recorde do campeonato | Recorde do campeonato (Championship record)  | Recorde da América    | Recorde da América (Americas)         | q                          | Classificado por melhor tempo (Qualified) |   |                                      |
| Melhor marca do ano   | Melhor marca do ano (World leading)          | Recorde asiático      | Recorde asiático (Asian)              | DNS                        | Não largou (Did not start)                |   |                                      |
| Recorde nacional      | Recorde nacional (National record)           | Recorde europeu       | Recorde europeu (European)            | DNF                        | Não terminou (Did not finish)             |   |                                      |
| Recorde pessoal       | Recorde pessoal do atleta (Personal best)    | Recorde da Oceania    | Recorde da Oceania (Oceania)          | DSQ / DQ                   | Desclassificado (Disqualified)            |   |                                      |
| Recorde da temporada  | Recorde da temporada do atleta (Season best) | Recorde sul-americano | Recorde sul-americano (South America) | NM                         | Sem marca (No mark)                       |   |                                      |